# Liste des accidents ferroviaires en Espagne
La liste des principaux accidents ferroviaires en Espagne est une liste non exhaustive des accidents ferroviaires survenue sur le réseau ferroviaire espagnol.

## Accidents par ordre chronologique

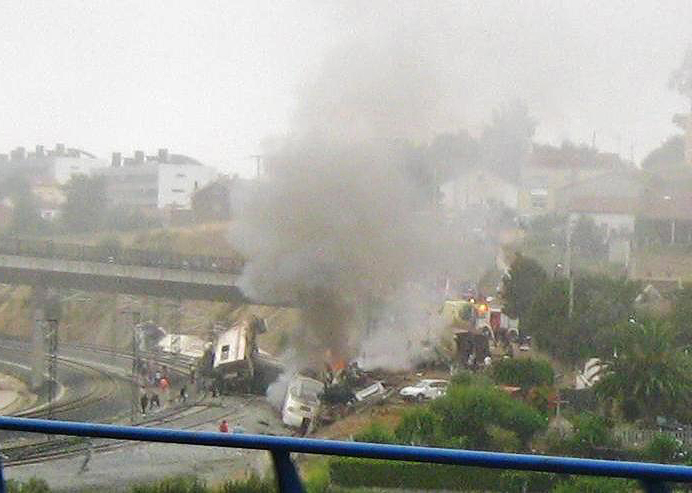
Accident, survenu à grande vitesse, de Saint-Jacques-de-Compostelle (2013).

- 3 janvier 1944 – collision entre trois trains dans un tunnel à Torre del Bierzo près de León, 83 morts et 64 blessés.
- 18 décembre 1966 – collision entre deux trains à Villafranca del Campo en Aragon, 30 morts.
- 21 juin 1972 – collision entre un bus et un train postal à Lebrija près de Séville, 79 morts et 103 blessés.
- 15 juin 1980 – la collision entre deux trains dans la province de Soria fait 17 morts et 22 blessés.
- 24 septembre 1980 – la collision à un passage à niveau entre un train et bus fait 27 morts et 40 blessés à Xirivella près de Valence fait 27 morts et 40 blessés.
- 31 mars 1997 – le déraillement d'un train dû à une vitesse excessive à Uharte-Arakil en Navarre fait 18 morts et 100 blessés.
- 3 janvier 2001 – collision entre un train de voyageurs et un camion à un passage à niveau à Lorca en Murcie, 12 morts.
- 3 juin 2003 – collision entre un train de voyageurs et un train de marchandises à Chinchilla de Monte-Aragón, dans la province d'Albacete, faisant 19 morts et 50 blessés.
- 3 juillet 2006 – Déraillement d'un métro à Valence: 43 morts et 47 blessés.

- 21 août 2006 – un train interrégional déraille en raison d'une vitesse excessive en province de Palencia, 7 morts et 36 blessés.
- 8 octobre 2009 – un train heurte un butoir à la gare terminus de Lezama au Pays-Basque, 1 mort.
- 23 juin 2010 – 12 personnes meurent fauchées par un train en traversant les voies en gare de Castelldefels près de Barcelone.
- 24 juillet 2013 - Saint-Jacques-de-Compostelle, un train à grande vitesse Alvia effectuant la liaison Madrid-Ferrol qui venait d'emprunter la ligne à grande vitesse de Galice s'engage à 190 km/h dans une courbe limitée à 80 km/h et déraille violemment. L'accident fait au moins 79 morts.
- 9 septembre 2016 – le déraillement d'un train à O Porriño en Galice fait 4 morts et 49 blessés.
- 28 juillet 2017 - Accident ferroviaire de la gare de Barcelone-França. À l'heure de pointe du matin, un train régional heurte le heurtoir de bout de quai. Le machiniste (conducteur) du train n'aurait pas freiné suffisamment. Il est le plus gravement blessé[1].
- 20 novembre 2018 - le déraillement d'un train près de Barcelone fait 1 mort et 49 blessés[2].
- 8 février 2019 - la collision de deux trains à Castellgalí près de Barcelone fait 1 mort et 4 blessés graves[3].
- 7 décembre 2022 - Collision entre 2 trains de banlieue près de Barcelone, 150 blessés[4].
- 10 septembre 2023 - À Montmeló près de Barcelone , 4 personnes meurent fauchées par un train alors qu’elles traversaient les voies[5].